# Henri Jokiharju
Henri Jokiharju (Oulu, Finlandia, 17 de junio de 1999) es un jugador profesional finlandés de hockey sobre hielo que se desempeña en la posición de defensor derecho en Buffalo Sabres, equipo de la National Hockey League (NHL).

## Carrera
Fue seleccionado en la primera ronda en la NHL Entry Draft de 2017. En 2018 hizo su debut profesional con el equipo Chicago Blackhawks, en el cual jugó una temporada (2018-2019), después pasó a Buffalo Sabres, donde lleva jugando cinco temporadas.